# Тейлор (река)
Тейлор (англ. Taylor River) — река в США, в штате Колорадо. Длина реки Тейлор составляет 77,6 км.
Берёт начало вблизи горы Касл-Пик, в районе горного хребта Элк-Маунтинс, в северо-восточной части округа Ганнистон, Колорадо. Течёт сначала на юго-восток, протекает через водохранилище Тейлор-Парк, сформированное одноимённой плотиной, после чего поворачивает на юго-запад. Вблизи городка Алмост Тейлор сливается с рекой Ист и формирует реку Ганнисон. Высота устья — 2440 м над уровнем моря.
Большая часть реки находится в пределах национального леса Ганнисон. Тейлор — популярное место рыбалки и рафтинга.